# Rdzenni mieszkańcy Kostaryki
Rdzenni mieszkańcy Kostaryki – ludzie, którzy zasiedlili teren dzisiejszej Kostaryki przed erą wielkich odkryć geograficznych, a także ich potomkowie.
Zwyczajowo klasyfikuje się ich jako Indian, lecz obecnie ten termin często uznawany jest za niepoprawny. Zaliczają się także do rdzennych (tubylczych) Amerykanów.
Oficjalnie, Kostaryka posiada 24 terytoria zamieszkane przez 8 różnych rodzimych ludów. Owe terytoria mają łącznie 3344 km², czyli ok. 6,7% kostarykańskiego terytorium. Mimo przyjęcia przez owe państwo deklaracji praw ludów tubylczych oraz ratyfikacji C169, czyli konwencji Międzynarodowej Organizacji Pracy dotyczącej ludów tubylczych i plemion, rdzenni Kostarykanie dalej zmagają się z problemami w zakresie praw do ziemi i samostanowienia, a także dotyka ich znaczne ubóstwo (odsetek ludzi żyjących poniżej granicy ubóstwa wynosi w Kostaryce niemal 20%, natomiast u grup rdzennej ludności wygląda on tak: Cabé-car 94.3%; Ngäbe 87.0%; Bröran 85.0%; Bribri 70.8%; Brunka 60.7%; Maleku 44.3%; Chorotega 35.5%; Huetar 34.2%).

## Historia

### Epoka prekolumbijska
Tereny Kostaryki zostały zasiedlone przez Mezoamerykanów już w epoce paleoindiańskiej. Wg badań językoznawczych i genetycznych większość mieszkańców dzisiejszej Kostaryki (a zwłaszcza jej wschodniej części) w czasach prekolumbijskich posługiwała się językami czibczańskimi. To właśnie m.in. na terytorium Kostaryki (konkretniej w jej południowo-wschodniej części, a także w części Panamy) używano języka praczibczańskiego.

W epoce prekolumbijskiej na terenach znacznej części dzisiejszej prowincji Guanacaste zamieszkiwali przedstawiciele tzw. kultury Nicoya. Historię tej kultury dzieli się na 6 okresów mających miejsce w latach 12 tys. p.n.e–1550 n.e (czyli do przybycia na te ziemie Hiszpanów). Od co najmniej 500 roku p.n.e przedstawiciele kultury Nicoya uprawiali ziemię, w czym przydawała się żyzność tego obszaru. Z tą kulturą związane jest m.in. tzw. Nekok Yaotl, czyli Królestwo Nicoya, które wbrew swej nazwie nie było państwem, lecz określeniem tamtejszego rdzennego ludu. 

Niektóre z rzeźb i wyrobów ceramicznych stworzonych przez przedstawicieli kultury Nicoya (sztuka prekolumbijska)
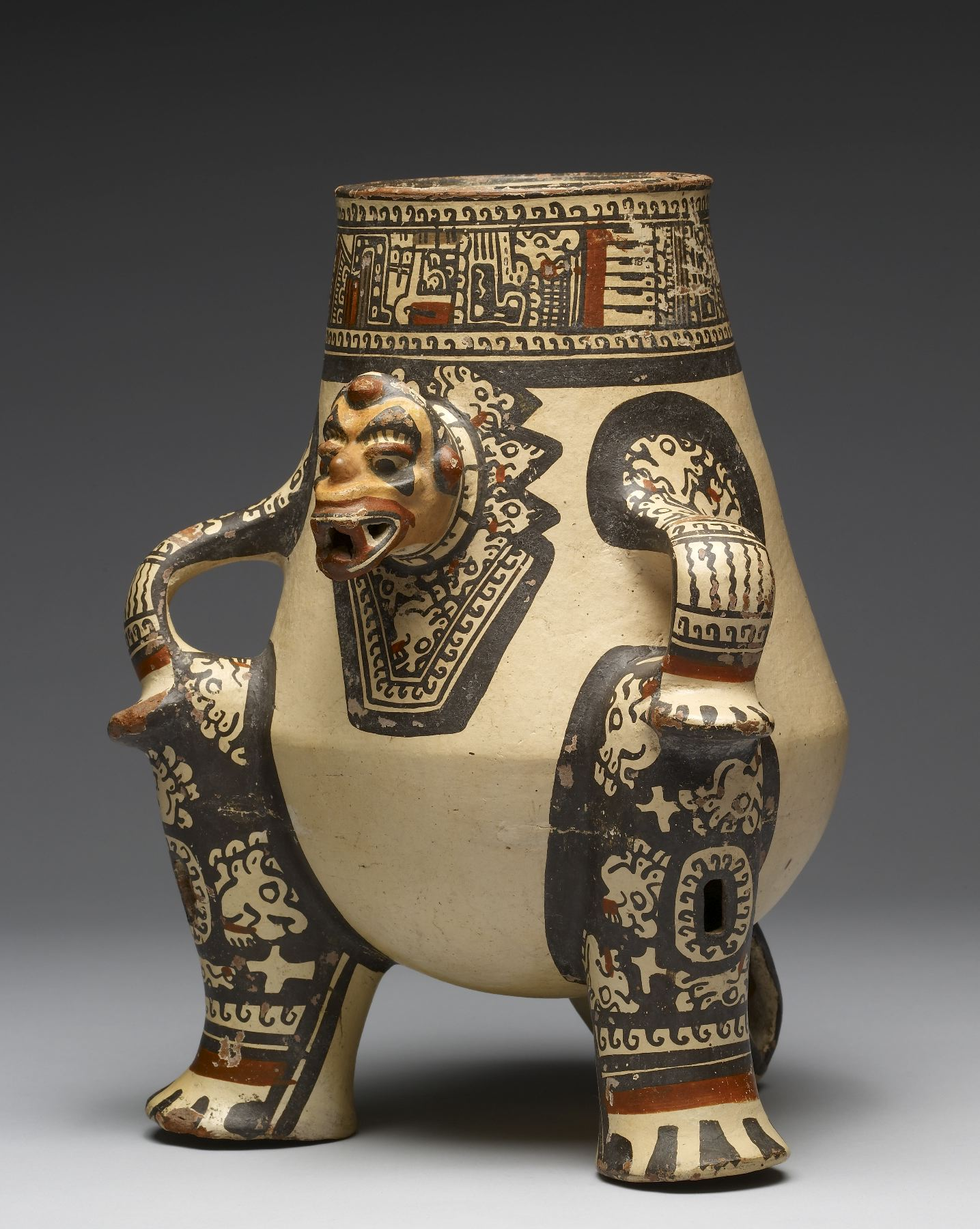
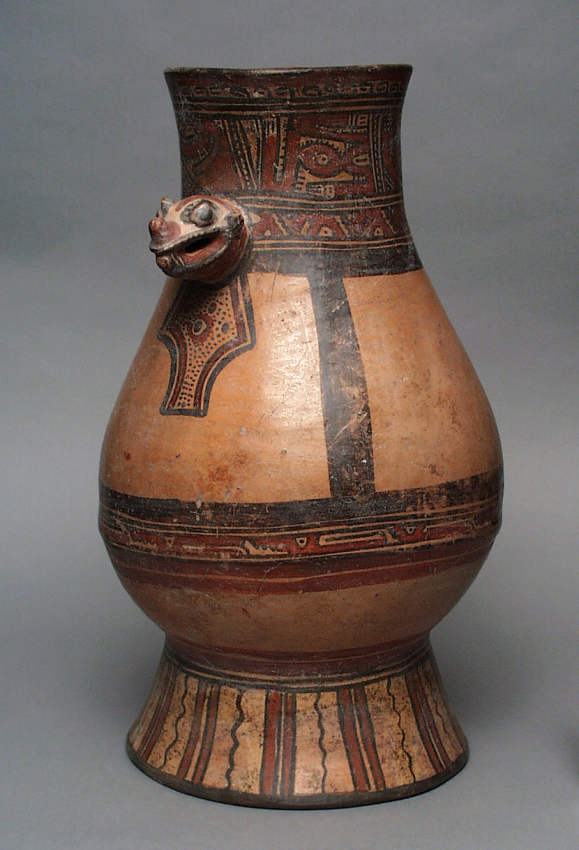
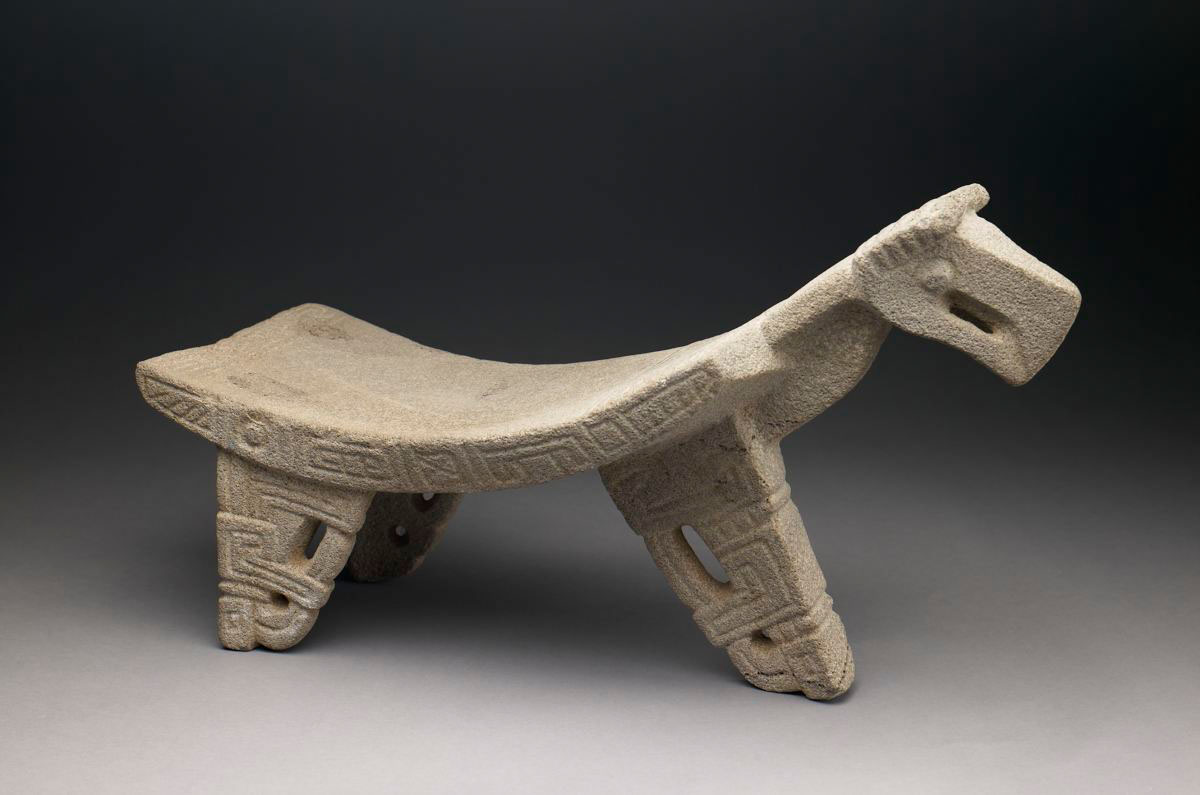
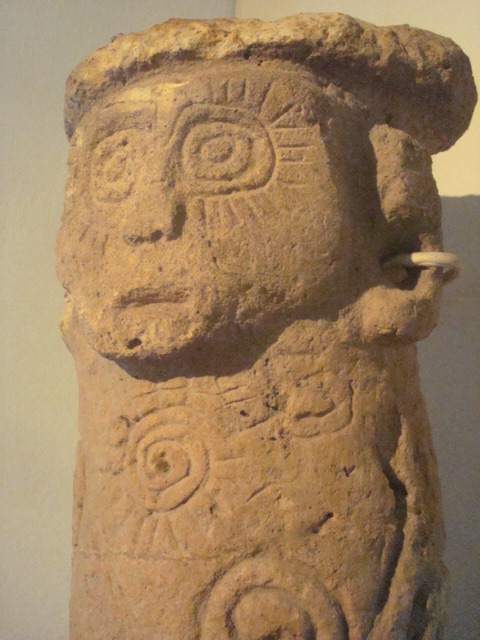
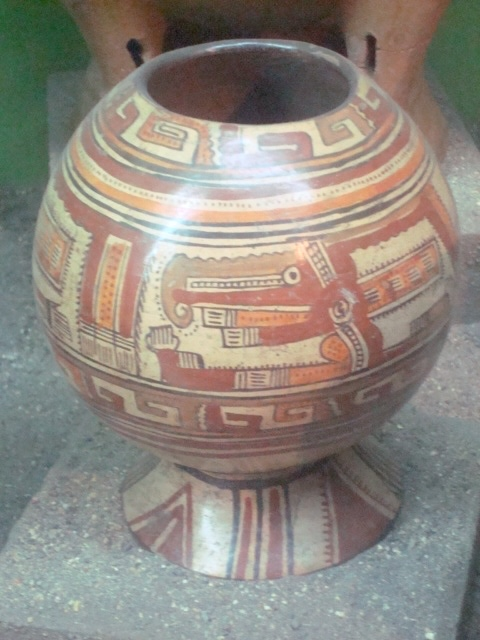
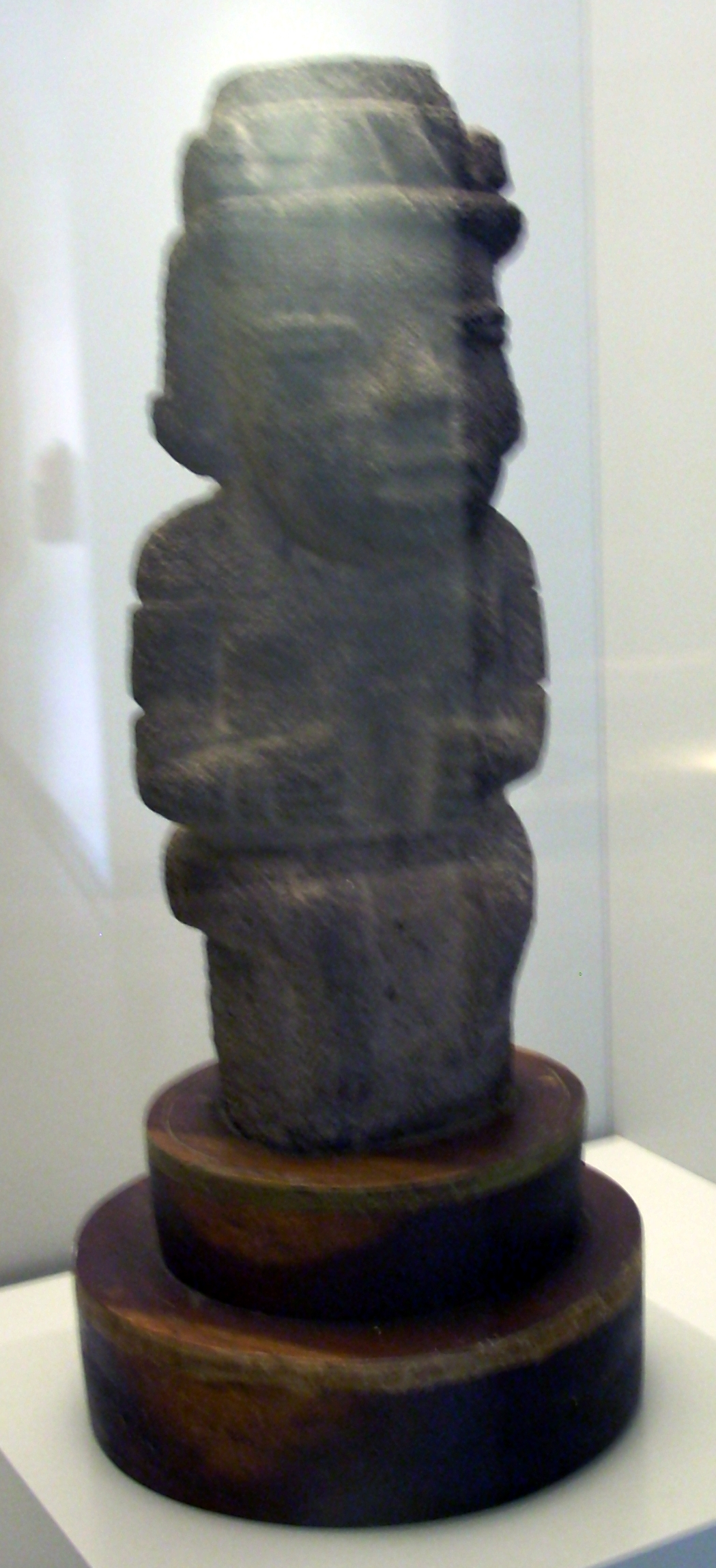
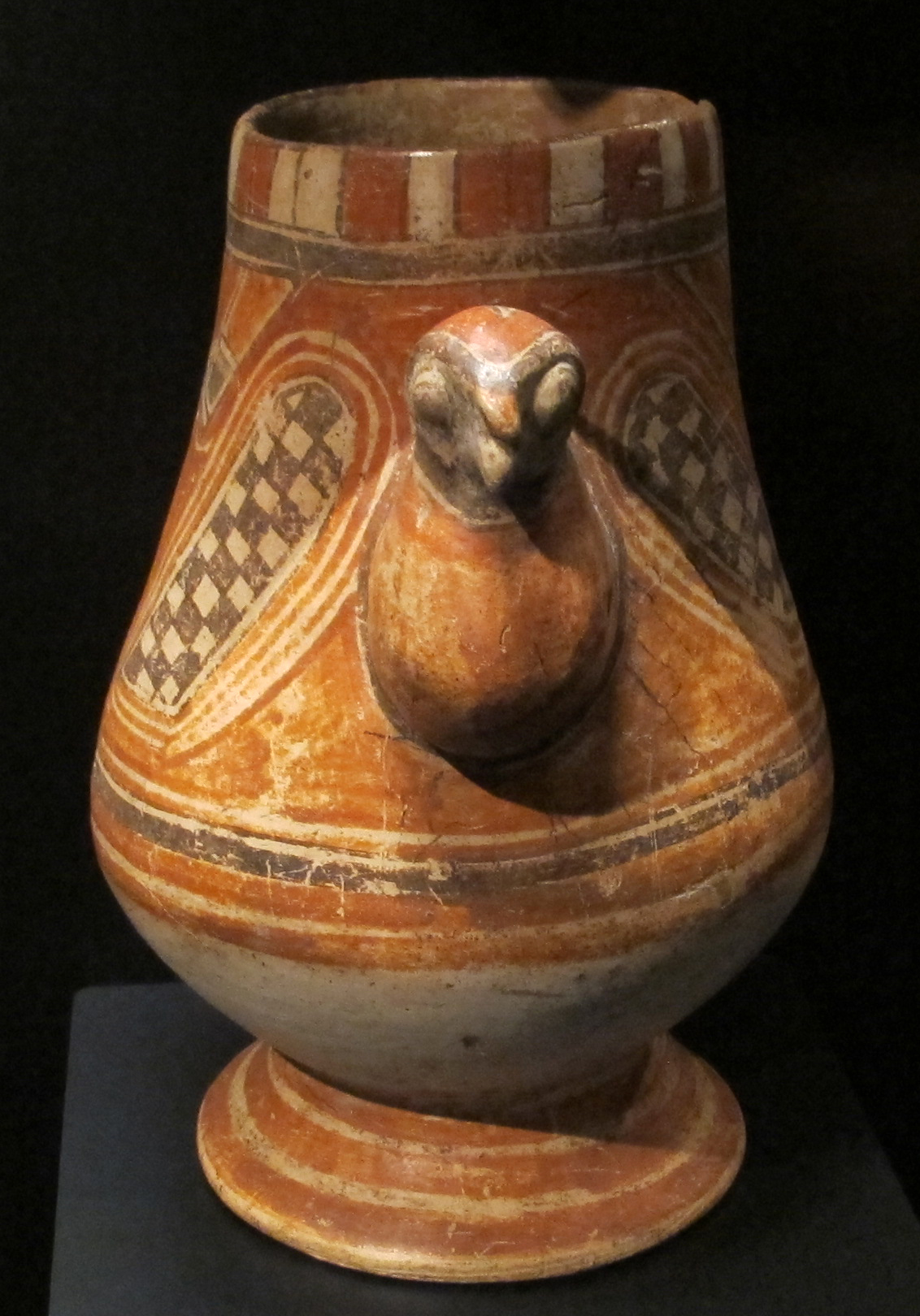
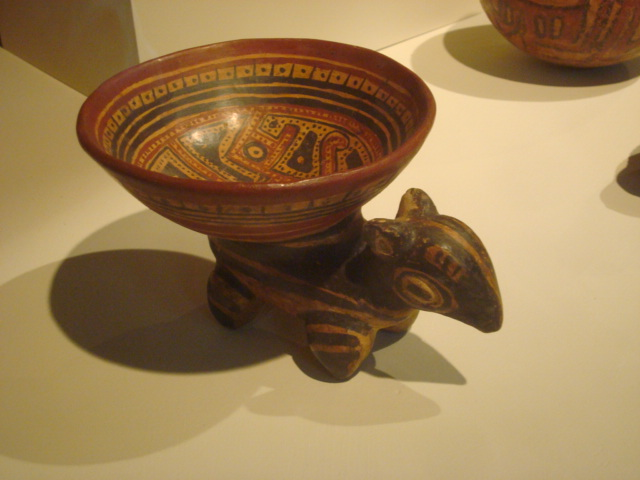
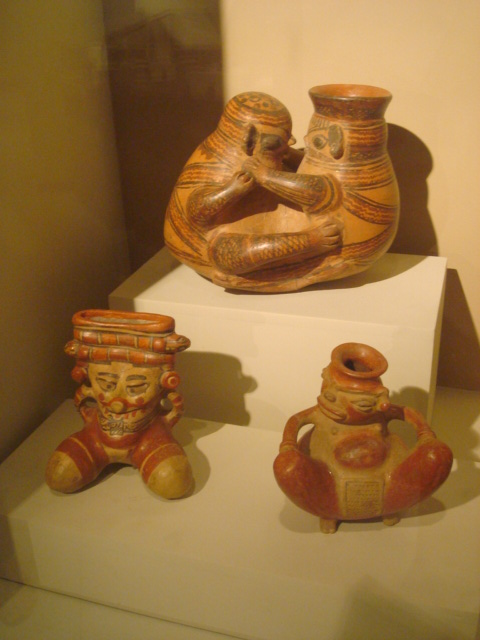
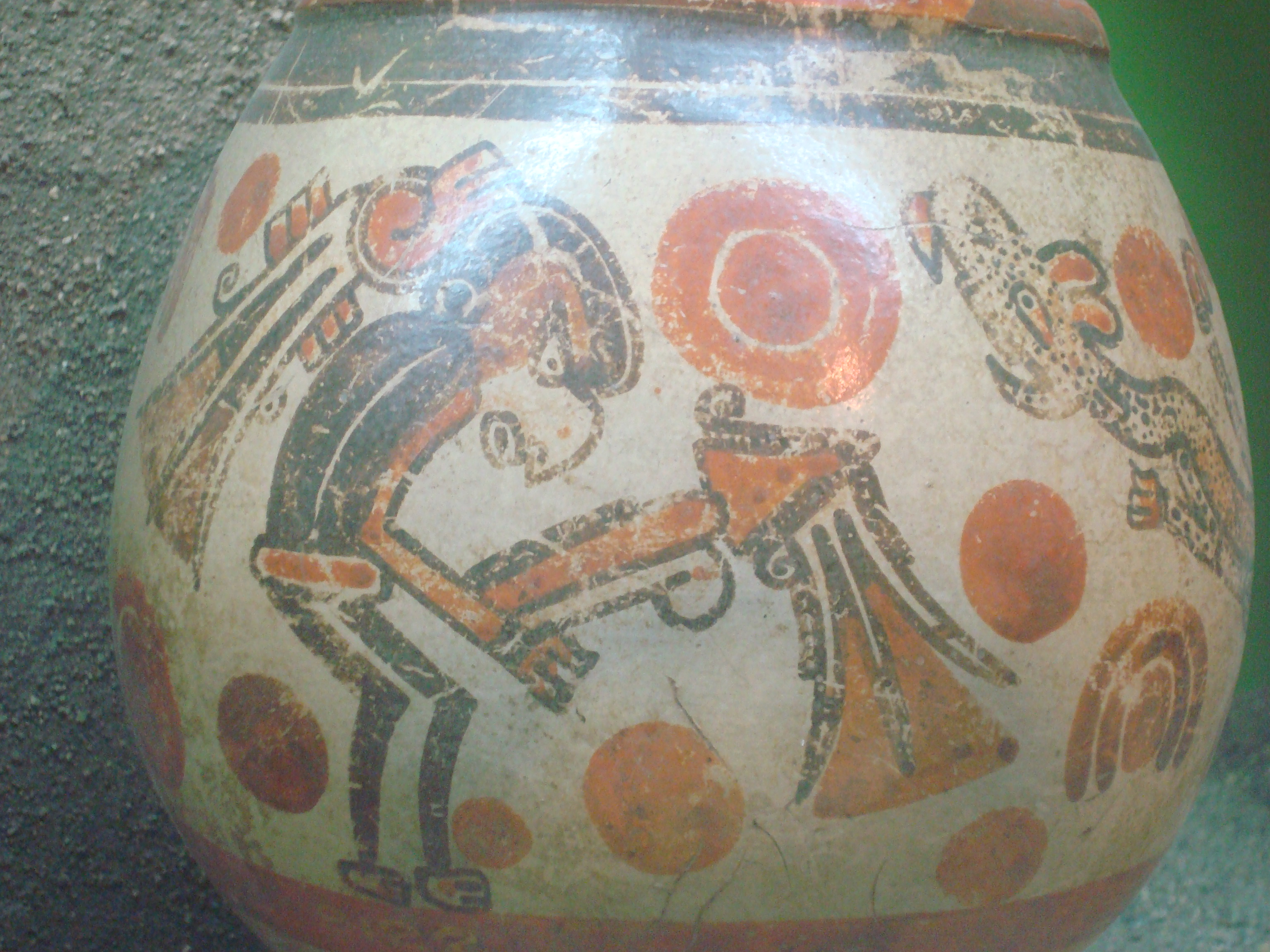

Wśród rdzennych Kostarykanów rozwijało się także złotnictwo, do którego używano m.in. stopu tumbaga. Ichnie wyroby przypominały te tworzone przez rdzenną ludność Panamy i Kolumbii. Również językoznawstwo, genetyka, etnohistoria i archeologia wskazują na istnienie jednej, regionalnej tożsamości na tamtych terenach (patrz: Isthmo-Colombian Area). Genetycznie, rdzenni mieszkańcy południowej Kostaryki byli bliscy Janomamom oraz jednemu z ludów środkowej Panamy; natomiast kultura materialna ludności wschodniego wybrzeża Kostaryki była powiązana z Selim Farm, czyli prekolumbijskim stanowiskiem archeologicznym w północno-wschodnim Hondurasie. Z terytorium Kostaryki pochodzi powszechny w Isthmo-Colombian Area motyw ptaków (prawdopodobnie tukanów, sepów lub kolibrów) z dużymi dziobami, który pojawiał się w złotnictwie ludów czibczańskojęzycznych.
Inną z kultur dawnej Kostaryki była kultura Chiriquí, w obrębie której wyróżnia się również kulturę Daquis, znaną ze stworzenia słynnych kamiennych kul.
Rdzenni Kostarykanie w czasie podboju hiszpańskiego oraz po nim odcinali wrogom głowy, które stanowiły rodzaj trofeum wojennego. Powszechnie wykorzystywano motyw ludzkich głów w sztuce (w kształcie głów tworzono naczynia ceramiczne i kamienne rzeźby, ponadto takowy motyw pojawiał się na metatach, czyli specyficznych mezoamerykańskich żarnach).

## Podział
Wyróżnia się następujące grupy rdzennych Kostarykanów:
- Boruca
- Bribri
- Cabécar
- Ngäbe
- Huetar
- Maleku
- Chorotega
- Naso